# 요정대전쟁 ~ 동방삼월정
《요정대전쟁 ~ 동방삼월정》(일본어: 妖精大戦争 ～ 東方三月精)은 동방 프로젝트의 세번째 외전 작품이자, 상하이 앨리스 환악단에서 제작한 게임이다.